# Ampelisca yuleba
Ampelisca yuleba är en kräftdjursart. Ampelisca yuleba ingår i släktet Ampelisca och familjen Ampeliscidae. Inga underarter finns listade i Catalogue of Life.